# Gnamptogenys ortostoma
Gnamptogenys ortostoma é uma espécie de formiga do gênero Gnamptogenys.